# Seglhærfugl
Seglhærfugl (latin: Rhinopomastus cyanomelas) er en skovhærfugl, der lever i det sydlige Afrika.